# محوطه اسلامی جل دره
محوطه اسلامی جل دره مربوط به سده‌های اولیه و میانه دوران‌های تاریخی پس از اسلام است و در شهرستان گرمسار، بخش ایوانکی، شهر ایوانکی، ۴۰۰م ورودی غربی شهر ایوانکی واقع شده و این اثر در تاریخ ۲۶ اسفند ۱۳۸۷ با شمارهٔ ثبت ۲۶۱۳۱ به‌عنوان یکی از آثار ملی ایران به ثبت رسیده است.